# Cestrus admotus
Cestrus admotus är en stekelart som först beskrevs av Cresson 1874.  Cestrus admotus ingår i släktet Cestrus och familjen brokparasitsteklar. Inga underarter finns listade i Catalogue of Life.